# Butsu Zone
Butsu Zone (仏ゾーン?, Butsu Zōn) è un manga shōnen giapponese creato da Hiroyuki Takei e pubblicato dalla Shūeisha sulla rivista Weekly Shōnen Jump. È stato successivamente raccolto in 3 tankōbon. In Italia è stato acquistato e pubblicato dalla Star Comics.
Nel secondo volume di Butsu Zone fa la sua comparsa Anna Kyoyama, una ragazza con il potere di evocare e controllare gli spiriti. Questo personaggio verrà poi utilizzato da Takei, con qualche modifica ma sostanzialmente identico nelle linee fondamentali, nella sua opera successiva: Shaman King. Ne è stato tratto un OAV, reso disponibile come episodio bonus all'interno dell'edizione home video dell'anime di Shaman King.

## Trama
I Butsu-Zo sono delle statue costruite in legno, terra, pietra o altri materiali, che rappresentano gli Hotoke, divinità della mitologia giapponese. Ispirandosi alle leggende relative a queste statue, Butsu Zone racconta la storia di Senju Kannon, uno degli Hotoke, che prende forma nel mondo reale attraverso un Butsu-Zo e assume l'aspetto di un bambino biondo e sbarazzino. La sua missione è proteggere una ragazzina destinata a diventare il Miroku Bosatsu, cioè colui che salverà l'umanità dai suoi smodati desideri materiali. I due intraprendono così un lungo viaggio verso l'India, accompagnati da altri Hotoke, quali Jizo Bosatsu e Bato Kannon, e da un buffo cagnolino, Koma (in realtà un Komainu, ossia una delle statue dall'aspetto leonino che stanno di guardia davanti ai templi buddisti).
A ostacolarli ci sono i demoni Mara, che si nutrono dei desideri degli uomini e desiderano che questi rimangano malvagi e cupidi; ma il nemico più pericoloso è probabilmente Ashura, un Hotoke che ha tradito gli insegnamenti di Dainichi Niyorai, il capo degli Hotoke, perché deluso dal comportamento degli esseri umani. Combattimenti spettacolari avranno luogo tra le opposte fazioni, fino ad una catastrofica battaglia finale nella quale, dopo aver perso tutti i suoi compagni, Senju riuscirà comunque a dimostrare ad Ashura di essere capace di perdonarlo ed avere pietà di lui, riconvertendolo così alla via del bene.
A questo punto la serie si interrompe, dando l'impressione che Takei sia stato costretto a chiuderla per via di vicissitudini editoriali non meglio precisate. Nell'ultima vignetta c'è la scritta:

## Personaggi
- Sachi "Sacchan" Saigan
- Senju Kanon Bosatu
- Jizo Bosatsu
- Koma
- Ashura
- Anna Kyoyama

## Volumi
| Nº | Giapponese 「Kanji」 - Rōmaji | Data di prima pubblicazione        | Data di prima pubblicazione |
| Nº | Giapponese 「Kanji」 - Rōmaji | Giapponese                         | Italiano                    |
| 1  | 「仏像を見たらヒーローと思え!!」 - Butsuzō o mitara hero to omoe!! | 4 luglio 1997 ISBN 4-08-872306-6   | 1º dicembre 2006            |
| 1  | Capitoli - 1. (仏像を見たらヒーローと思え!!?, Butsuzō o mitara hero to omoe) - 2. (仏敵!奴の名は魔羅?, Hotoke kataki! Yatsu no na wa Māra) - 3. (おにぎり?, Onigiri) - 4. (コマ?, Koma) - 5. (セブン?, Sebun) - Extra. (仏ゾーン?, Butsu Zōn)                                                                                         |                                    |                             |
| 2  | 「煩悩を断つ男」 - Bonnō o tatsu otoko | 3 ottobre 1997 ISBN 4-08-872307-4  | 1º gennaio 2007             |
| 2  | Capitoli - 6. (日本海の決戦?, Nihonkai no kessen) - 7. (慈悲と憎悪?, Jihi to zōo) - 8. (ありがとう?, Arigatō) - 9. (新しい旅立ち?, Atarashii tabidachi) - 10. (煩悩を断つ男?, Bonnō o tatsu otoko) - 11. (強い気持ち強い愛?, Tsuyoi kimochi ai) - 12. (ANNA?) - Extra. (デスゼロ,?, Desu Zero)                                        |                                    |                             |
| 3  | 「賽の河原の決戦」 - Sai no kawara no kessen | 4 dicembre 1997 ISBN 4-08-872308-2 | 1º febbraio 2007            |
| 3  | Capitoli - 13. (イタコのアンナ仏師を呼ぶ?, Itako no Anna Busshi o yobu) - 14. (傷だらけの仏師?, Kizu darake no Busshi) - 15. (賽の河原の決戦?, Sai no kawara no kessen) - 16. (危険仏?, Kiken hotoke) - 17. (バトウ往?, Bato ōjō) - 18. 地蔵諸行無常 (Jizō shogyō mujō?) - 19. (未来?, Mirai) - Extra. (ITAKOのANNA,?, Itako no Anna) |                                    |                             |